# П'єтрошица
П'єтрошица (рум. Pietroșița) — село у повіті Димбовіца в Румунії. Входить до складу комуни П'єтрошица.
Село розташоване на відстані 98 км на північний захід від Бухареста, 29 км на північ від Тирговіште, 53 км на південь від Брашова.

## Населення
За даними перепису населення 2002 року у селі проживали 2286 осіб.
Національний склад населення села:
| Національність | Кількість осіб | Відсоток |
| -------------- | -------------- | -------- |
| румуни         | 2263           | 99,0%    |
| угорці         | 23             | 1,0%     |

Рідною мовою назвали:
| Мова      | Кількість осіб | Відсоток |
| --------- | -------------- | -------- |
| румунська | 2261           | 98,9%    |
| угорська  | 23             | 1,0%     |